# Lunga (musica)

Lunga

Pausa di lunga

Nella notazione musicale, la lunga, in latino (simplex) longa, è un valore musicale eseguito con la durata quadrupla dell'intero. È rappresentata da una testa quadrata vuota con un gambo discendente.
La lunga è caduta in disuso da tempo: nel Medioevo essa rappresentava la misura di riferimento della battuta, prima che questa venisse a corrispondere con la breve o con la semibreve. Era una delle quattro note del primo sistema mensurale medioevale in uso nel XII e nel XIII secolo, insieme a duplex longa, brevis e semibrevis. Una longa perfecta (lunga perfetta) era suddivisa in tre tempi, mentre una longa imperfecta (lunga imperfetta) in due: i tempi di suddivisione di una lunga erano, appunto, le brevi. Ebbe diffusione soprattutto dall'XI al XVI secolo, rimanendo nell'uso comune della notazione mensurale medioevale. Con le innovazioni della musica rinascimentale e il bisogno di valori musicali sempre più brevi la lunga perse importanza fino a scomparire.
Il nome della lunga è internazionalmente longa, sebbene alcune lingue europee usino anche la traduzione dello stesso: il francese ha longue e l'inglese long.
La pausa di lunga, raramente impiegata, è la corrispondente pausa. È rappresentata da un rettangolo pieno che poggia sul lato breve, ed è posta tra la seconda e la quarta linea del pentagramma. Un'alternativa grafica è di differenziare le pause di longa perfetta o imperfetta: per la prima il rettangolo è posto tra la prima e la terza linea, mentre per la seconda tra la prima e la seconda linea.